# Olympische Sommerspiele 2008/Schwimmen – 200 m Lagen (Frauen)
Der Wettbewerb über 200 Meter Lagen der Frauen bei den Olympischen Spielen 2008 in Peking wurde vom 11. bis 13. August 2008 im Nationalen Schwimmzentrum Peking ausgetragen. 39 Athletinnen nahmen daran teil. 
Es fanden fünf Vorläufe statt. Die 16 schnellsten Schwimmerinnen aller Vorläufe qualifizierten sich für die zwei Halbfinals, die am nächsten Tag ausgetragen wurden. Für das Finale qualifizierten sich die acht zeitschnellsten Schwimmerinnen beider Halbfinals.

## Rekorde
Vor Beginn der Olympischen Spiele waren folgende Rekorde gültig:
| Weltrekord         | Stephanie Rice ( Australien) | 2:08,92 min | Sydney, Australien | 25. März 2008      |
| Olympischer Rekord | Jana Klotschkowa ( Ukraine)  | 2:10,68 min | Sydney, Australien | 19. September 2000 |

Während der Olympischen Spiele wurden folgende Rekorde gebrochen:
| Olympischer Rekord | Stephanie Rice | 2:08,45 min | Peking, Volksrepublik China | 13. August 2008 |
| Weltrekord         | Stephanie Rice | 2:08,45 min | Peking, Volksrepublik China | 13. August 2008 |

## Titelträger
| Olympiasieger | Jana Klotschkowa ( Ukraine)      | 2:11,14 min | Athen 2004     |
| Weltmeister   | Katie Hoff ( Vereinigte Staaten) | 2:10,13 min | Melbourne 2007 |
| Europameister | Mireia Belmonte ( Spanien)       | 2:11,16 min | Eindhoven 2008 |

## Vorlauf

### Vorlauf 1
| Platz | Name                    | Nation         | Zeit        | Anmerkung |
| ----- | ----------------------- | -------------- | ----------- | --------- |
| 1     | Hanna Dserkal           | Ukraine        | 2:18,25 min |           |
| 2     | Erika Stewart           | Kolumbien      | 2:18,54 min | NR        |
| 3     | Sherry Tsai             | Hongkong       | 2:18,91 min |           |
| 4     | Erla Dögg Haraldsdóttir | Island         | 2:20,53 min |           |
| 5     | Lin Man-hsu             | Chinese Taipei | 2:23,29 min |           |
| 6     | Fibriani Ratna Marita   | Indonesien     | 2:28,18 min |           |
|       | Maroua Mathlouthi       | Tunesien       | DNS         |           |

### Vorlauf 2
| Platz | Name             | Nation      | Zeit        | Anmerkung |
| ----- | ---------------- | ----------- | ----------- | --------- |
| 1     | Joanna Maranhão  | Brasilien   | 2:14,97 min |           |
| 2     | Sara Nordenstam  | Norwegen    | 2:15,13 min | NR        |
| 3     | Choi Hye-ra      | Südkorea    | 2:15,26 min |           |
| 4     | Anja Klinar      | Slowenien   | 2:15,39 min |           |
| 5     | Jessica Pengelly | Südafrika   | 2:15,80 min |           |
| 6     | Femke Heemskerk  | Niederlande | 2:16,28 min |           |
| 7     | Siow Yi Ting     | Malaysia    | 2:17,11 min |           |
| 8     | Georgina Bardach | Argentinien | 2:25,74 min |           |

### Vorlauf 3
| Platz | Name                | Nation             | Zeit        | Anmerkung |
| ----- | ------------------- | ------------------ | ----------- | --------- |
| 1     | Natalie Coughlin    | Vereinigte Staaten | 2:11,63 min |           |
| 2     | Julie Hjorth-Hansen | Dänemark           | 2:11,99 min |           |
| 3     | Asami Kitagawa      | Japan              | 2:12,47 min | NR        |
| 4     | Li Jiaxing          | China              | 2:12,53 min |           |
| 5     | Julia Wilkinson     | Kanada             | 2:12,56 min |           |
| 6     | Mireia Belmonte     | Spanien            | 2:12,75 min |           |
| 7     | Keri-Anne Payne     | Großbritannien     | 2:12,78 min |           |
| 8     | María Peláez        | Spanien            | 2:15,97 min |           |

### Vorlauf 4
| Platz | Name               | Nation             | Zeit        | Anmerkung |
| ----- | ------------------ | ------------------ | ----------- | --------- |
| 1     | Alicia Coutts      | Australien         | 2:11,55 min |           |
| 2     | Katie Hoff         | Vereinigte Staaten | 2:11,58 min |           |
| 3     | Camille Muffat     | Frankreich         | 2:12,16 min |           |
| 4     | Swetlana Karpejewa | Russland           | 2:12,94 min |           |
| 5     | Katinka Hosszú     | Ungarn             | 2:13,05 min |           |
| 6     | Qi Hui             | China              | 2:14,25 min |           |
| 7     | Cylia Vabre        | Frankreich         | 2:14,34 min |           |
| 8     | Katharina Schiller | Deutschland        | 2:18,00 min |           |

### Vorlauf 5
| Platz | Name                 | Nation         | Zeit        | Anmerkung |
| ----- | -------------------- | -------------- | ----------- | --------- |
| 1     | Hannah Miley         | Großbritannien | 2:11,72 min |           |
| 2     | Stephanie Rice       | Australien     | 2:12,07 min |           |
| 3     | Kirsty Coventry      | Simbabwe       | 2:12,18 min |           |
| 4     | Katarzyna Baranowska | Polen          | 2:12,47 min |           |
| 5     | Evelyn Verrasztó     | Ungarn         | 2:12,52 min |           |
| 6     | Helen Norfolk        | Neuseeland     | 2:13,50 min |           |
| 7     | Erica Morningstar    | Kanada         | 2:14,11 min |           |
| 8     | Sonja Schöber        | Deutschland    | 2:20,18 min |           |

## Halbfinale

### Lauf 1
| Platz | Name                 | Nation             | Zeit        | Anmerkung |
| ----- | -------------------- | ------------------ | ----------- | --------- |
| 1     | Kirsty Coventry      | Simbabwe           | 2:09,53 min | OR, AF    |
| 2     | Stephanie Rice       | Australien         | 2:10,58 min |           |
| 3     | Katie Hoff           | Vereinigte Staaten | 2:10,90 min |           |
| 4     | Katarzyna Baranowska | Polen              | 2:12,13 min | NR        |
| 5     | Hannah Miley         | Großbritannien     | 2:12,35 min |           |
| 6     | Swetlana Karpejewa   | Russland           | 2:13,26 min |           |
| 7     | Mireia Belmonte      | Spanien            | 2:13,45 min |           |
| 8     | Li Jiaxing           | China              | 2:13,47 min |           |

### Lauf 2
| Platz | Name                | Nation             | Zeit        | Anmerkung |
| ----- | ------------------- | ------------------ | ----------- | --------- |
| 1     | Natalie Coughlin    | Vereinigte Staaten | 2:11,84 min |           |
| 2     | Julia Wilkinson     | Kanada             | 2:12,03 min |           |
| 2     | Alicia Coutts       | Australien         | 2:12,03 min |           |
| 4     | Asami Kitagawa      | Japan              | 2:12,18 min | NR        |
| 4     | Evelyn Verrasztó    | Ungarn             | 2:12,18 min |           |
| 6     | Julie Hjorth-Hansen | Dänemark           | 2:12,26 min |           |
| 7     | Camille Muffat      | Frankreich         | 2:12,36 min |           |
| 8     | Keri-Anne Payne     | Großbritannien     | 2:14,14 min |           |

### Swim Off
| Platz | Name             | Nation | Zeit        | Anmerkung |
| ----- | ---------------- | ------ | ----------- | --------- |
| 1     | Asami Kitagawa   | Japan  | 2:12,02 min | NR        |
| 2     | Evelyn Verrasztó | Ungarn | 2:14,96 min |           |

## Finale
| Platz | Name                 | Nation             | Zeit        | Anmerkung |
| ----- | -------------------- | ------------------ | ----------- | --------- |
| 1     | Stephanie Rice       | Australien         | 2:08,45 min | WR        |
| 2     | Kirsty Coventry      | Simbabwe           | 2:08,59 min | AF        |
| 3     | Natalie Coughlin     | Vereinigte Staaten | 2:10,34 min |           |
| 4     | Katie Hoff           | Vereinigte Staaten | 2:10,68 min |           |
| 5     | Alicia Coutts        | Australien         | 2:11,43 min |           |
| 6     | Asami Kitagawa       | Japan              | 2:11,56 min | NR        |
| 7     | Julia Wilkinson      | Kanada             | 2:12,43 min |           |
| 8     | Katarzyna Baranowska | Polen              | 2:13,36 min |           |